# دور الجغرافيا في الحرب العالمية الأولى
الجغرافيا أثرت إلى حد كبير على الأحداث ونتائج الحرب العالمية الأولى. الحرب العالمية الأولى كانت واحدة من الصراعات العالمية الكبرى، تشكلت الحرب من الأمم متعددة والبلدان عدة. هناك عوامل أخرى ساعدت بنشوب الحرب وتغيير مسار القتال من منطقة إلى أخرى منها، ومع ظهور الإمبريالية ورغبة الحصول على موارد نفطية وموارد طاقة، فقد شاركت أوروبا كلها بالحرب تقريبًا، كانت هناك عدد من الجبهات في مناطق جغرافية متعددة. ووهناك هناك تاثير لطقس في الحرب حيث اثر طقس أفريقيا على الجنود الاوربيين الذين لم يستطيعوا الاستمرار في الحرب في أفريقيا. وأدى انتشار التكنولوجيا جنبا إلى جنب مع حرب الخنادق والمرض في نهاية المطاف إلى هزيمة ألمانيا والإمبراطورية النمساوية المجرية.

## معلومات أساسية
كانت الإمبريالية قبل الحرب العالمية الأولى في تصاعد مستمر منذ منتصف القرن التاسع عشر مما أدى إلى خوف دول الغير امبريالية مثل ألمانيا إلى بحث في مناطق نفوذ أخرى لاستمرار آلة التصنيع ألمانية في مناطق مثل أفريقيا والهند وبدات تزيد التوترات بين الدول الذي سبب تحالفات عسكرية بين دول. واحدى التحالفات تلك هو تحالف ألمانيا وإيطاليا والذي ساعد التحالف هو للتقارب الجغرافي بينهما، وتحالف أخرى كان يضم فرنسا وبريطانيا وروسيا. وكانت هناك صراعات أخرى متزايدة في منطقة البلقان بعد اغتيال الأرشيدوق فرانس فرديناند.

## معارك
خلال المعارك الرئيسية في الحرب، أثرت الجغرافيا في أسلوب القتال وساعدت كثير المنتصر. ومات الكثير من الجنود غرقًا في البحر وكنت ظروف القتال مروعة.

## الطقس
أدى الشتاء القاسي إلى انخفاض الإمدادات وتركت كلا الجانبين باردون ويتضورون جوعاً ممن سبب لهم فقر بالأحذية والملابس الجيدة التي سببت انتشار الأمراض. المطر والثلج والحرارة، لعبت دورها في «الحرب العالمية الأولى» نظراً للكمية للمناطق الكثير التي خاضت الحرب.

## البحر
كان المحيط الأطلسي موطنا للغواصات والسفن الحربية ونقل البضائع كان من الضروري السيطرة على البحار للحصول على الإمدادات والأسلحة من مكان إلى آخر.

## الخنادق
ساعدت الجغرافيا في الخنادق الذي صار يشبه نهر الأردن